# 旧大塚家住宅
旧大塚家住宅（きゅうおおつかけじゅうたく）は千葉県浦安市堀江三丁目3-1にある古民家。県の有形文化財。

## 概要
- 旧大塚家は、漁業と農業を営み浦安では比較的大きな規模の住宅。間取りは中央に大きな居間があり、境川に近い方に土間がある。この住宅の特徴は、屋根裏2階を設け度重なる洪水の際に家財道具などをしまう工夫がなされていたり、神棚と仏壇が一緒に設けられている。また、建物廻りの貝殻が舗装の役目をしている。

## 建築概要
- 建築年代 ： 江戸時代末期（推定）
- 構造 ： 木造平屋建（一部小屋裏二階あり）、寄棟造茅葺
- 千葉県指定有形文化財

## 利用情報
- 開館時間 ： 10:00～16:00
- 休館日 ： 毎週月曜、祝日の翌日、年末年始
- 入館料 ： 無料
- 住所 ： 千葉県浦安市堀江3丁目3-1

## アクセス
- 東京メトロ東西線・浦安駅から、徒歩10分。